# Aéroport de Nijneangarsk
L'aéroport de Nijneangarsk (en russe : Аэропорт Нижнеангарск) (code OACI : UIUN) dessert Severobaïkalsk au nord-ouest de la République de Bouriatie, dans la fédération de Russie. Il est situé au nord-est de Nijneangarsk et à 26 km au nord-est de Severobaïkalsk, sur la rive nord-ouest du lac Baïkal.
Il est équipé d'une piste unique en ciment de 1 653 m destinée à de petits avions de transport. Au printemps 2018 il est desservi par deux compagnies, Angara Airlines et Ayana.

## Compagnies aériennes et destinations
| Compagnies      | Destinations                                                            |
| --------------- | ----------------------------------------------------------------------- |
| Angara Airlines | Novossibirsk-Tolmatchevo                                                |
| Ayana           | Aérodrome Tcheremchanka de Krasnoïarsk, Kyzyl, Novossibirsk-Tolmatchevo |

Édité le 16/04/2018